# Остров Бейнбридж
Остров Бейнбридж (англ. Bainbridge Island) — островной город в округе Китсап штата Вашингтон Соединённых Штатов Америки. В июле 2005 года CNN/Money журнал Money назвали его вторым лучшим местом для жизни в США.
Побратимами города являются  Ометепе и  Нант.